# Al Gore

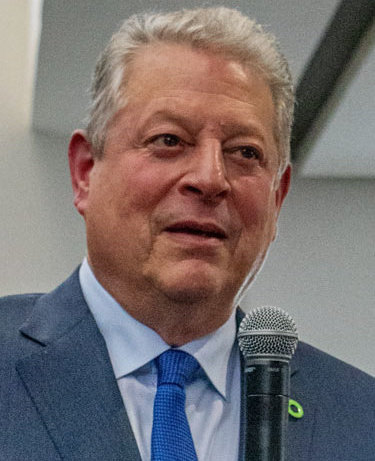
Al Gore (2019)

Albert Arnold „Al“ Gore Jr. (* 31. März 1948 in Washington, D.C.) ist ein US-amerikanischer Politiker (Demokratische Partei), Unternehmer sowie Umweltschützer. Von 1993 bis 2001 war er unter Präsident Bill Clinton der 45. Vizepräsident der Vereinigten Staaten. 2007 erhielt er den Friedensnobelpreis.
Von 1977 bis 1985 vertrat er den Bundesstaat Tennessee als Abgeordneter im Repräsentantenhaus, anschließend dann im Senat. 1988 scheiterte er mit seiner Bewerbung um die Präsidentschaftskandidatur. Nach seiner Amtszeit als Vizepräsident kandidierte er bei der Präsidentschaftswahl 2000 erneut, unterlag aber dem republikanischen Kandidaten George W. Bush. Zwar konnte Gore bundesweit über 500.000 Stimmen mehr auf sich vereinen als sein Gegenkandidat, doch Bush erhielt über die Bundesstaaten mehr Wahlmännerstimmen und damit den Wahlsieg. Das Ergebnis im Bundesstaat Florida brachte die Entscheidung, wenngleich es äußerst umstritten war. Es waren nur ca. 500 Stimmen Unterschied.
Gore veröffentlichte mehrere Schriften zum Umweltschutz, er hält weltweit Vorträge zu diesem Thema. Aus seiner Multimedia-Präsentation über die menschengemachte globale Erwärmung ist die 2007 mit zwei Oscars ausgezeichnete Dokumentation Eine unbequeme Wahrheit (An Inconvenient Truth) hervorgegangen. Daneben startete er das GLOBE-Programm und initiierte die Konzertreihe Live Earth. 2007 wurde Al Gore für seine Bemühungen um eine Bewusstmachung der Klimakrise und ihrer globalen Gefahren zusammen mit dem Weltklimarat IPCC (vertreten durch Rajendra Pachauri) der Friedensnobelpreis verliehen. 
Gore stammt aus einer wohlhabenden und politisch aktiven Familie. Er ist u. a. Gründer und Vorstand der Alliance for Climate Protection, von Generation Investment Management, Current TV, Mitglied im Aufsichtsrat von Apple und hochrangiger Berater von Google sowie Teilhaber an den Investmentfirmen Kleiner Perkins Caufield & Byers und Generation Investment Management. Seine PR-Aufwendungen für eine Energiewende wurden allein für das Jahr 2009 auf 300 Millionen Dollar geschätzt.

## Leben

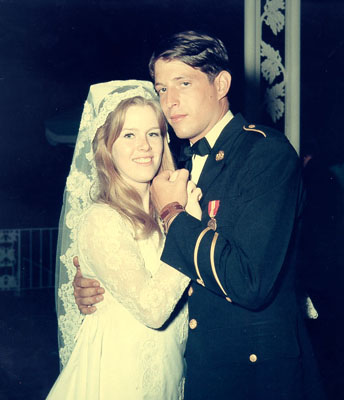
Hochzeit von Al und Tipper Gore im Mai 1970

### Frühe Jahre und Ehe
Gore wurde in Washington D.C. geboren. Seine Eltern sind Albert Arnold Gore, Sr. (1907–1998) und Pauline LaFon Gore (1912–2004). Da sein Vater Senator für den Bundesstaat Tennessee war, verbrachte Al Gore seine Kindheit sowohl in Washington als auch in Carthage, Tennessee. In seiner Schulzeit lebte er in einem Hotel-Apartment in Washington, wo er zunächst die Sheridan-Schule, dann die Eliteschule St. Albans besuchte. Während der Sommerferien lebte er in Carthage, wo er auf der Farm seiner Familie arbeitete.
Von 1965 bis Juni 1969 besuchte er das Harvard College, das er mit dem Bachelor of Arts in öffentlicher Verwaltung abschloss. In dieser Zeit teilte er sich im Dunster House ein Zimmer mit dem später erfolgreichen Schauspieler Tommy Lee Jones und war unter anderem mit Erich Segal befreundet. Nach dem Militärdienst studierte er an der Vanderbilt University in Nashville Theologie und Jura (ohne Abschluss).
Im Mai 1970 heiratete Al Gore Mary Elizabeth Aicheson (genannt Tipper), die er Jahre zuvor an der St. Albans School kennengelernt hatte. Die Hochzeit fand in der Washington National Cathedral statt. Das Paar hat die vier Kinder Karenna (1973), Kristin (1977), Sarah (1979) und Albert III. (1982). Von Karenna stammen drei Enkel (Wyatt, * 1999; Anna, * 2001; Oscar Schiff, * 2006). Im Jahr 2010 gab das Paar nach 40 Ehejahren seine Trennung bekannt.

### Militärdienst in Vietnam

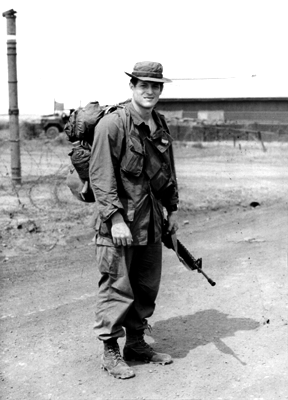
Gore als Militärjournalist des Castle Courier mit der 20. US-Pionierbrigade in Biên Hòa

Gore war kein Befürworter des Vietnamkriegs, und sein Vater Albert Gore senior war 1969 als Gegner des Krieges im Senat in Erscheinung getreten. Als Hochschulabsolvent wie auch aufgrund einer niedrigen Losnummer in der sogenannten „Wehrdienstlotterie“ musste er allerdings mit seiner baldigen Einberufung rechnen. Er entschied sich, den Wehrdienst abzuleisten und war einer der wenigen Soldaten seines Abgangsjahrgangs in Harvard, die nach Vietnam gingen und nicht z. B. ihre Beziehungen nutzten, um in der ungefährlichen Nationalgarde der Vereinigten Staaten eingesetzt zu werden. Gore selbst zufolge wollte er die Karriere seines Vaters nicht beeinträchtigen, der vor schwierigen Senatswahlen stand. Gore befürchtete für den Fall, dass er nicht den Wehrdienst ableisten würde, dass dies von Gegnern gegen seinen Vater verwendet werde. Außerdem wollte er nicht jemand anderem zumuten, für ihn nach Vietnam zu gehen.
1969 kam Gore in Uniform auf den Campus in Harvard, um sich von seinen Dozenten zu verabschieden, und wurde von Studenten ausgebuht, was er später als eine „Ralph Ellison-Erfahrung“ beschrieb. Gore selbst war stolz, die Uniform seines Landes zu tragen, auch wenn er den Vietnamkrieg ablehnte. 1988 beschrieb er sich selbst als naiv-unvorbereitet für die Erfahrungen in Vietnam. Er sei nicht darauf gefasst gewesen, bei (Süd-)Vietnamesen, die in Wäschereien, Restaurants oder auf Feldern arbeiteten, den Willen nach etwas zu erleben, „das sie Freiheit nannten“, und unterstellt den Gegnern des amerikanischen Engagements in Vietnam, dies nicht in Betracht gezogen zu haben.
Den Wehrdienst leistete Gore von August 1969 bis Mai 1971 ab. Erst im Januar 1971, nachdem sein Vater bei den Senatswahlen verloren hatte, wurde Gore nach Vietnam geschickt. Gore selbst äußerte die Vermutung, dass er von der Nixon-Regierung erst spät verschickt wurde, da sein (möglicher) Tod größere Sympathien und somit mehr Wählerstimmen für seinen Vater zur Folge gehabt hätte. Er wurde in Biên Hòa als Berichterstatter für die Militärzeitung The Castle Courier eingesetzt. Über seine Kriegserfahrungen äußerte sich Gore positiv, merkte jedoch später an, dass er mit seinem Journalisten-Posten nicht allzu sehr in das direkte Kriegsgeschehen verwickelt war und seine Erfahrungen deswegen nicht mit denen anderer Soldaten verglichen werden können.

### Politik

#### Senator und Vizepräsident
1976 bewarb sich Al Gore um den vakant gewordenen Sitz des vierten Kongresswahlbezirks von Tennessee im US-Repräsentantenhaus. Er setzte sich durch und wurde in den folgenden Jahren dreimal wiedergewählt. 1984 trat er zur Wahl des nach dem Rücktritt des Republikaners Howard Baker vakant gewordenen Sitzes im Senat an. Er saß daraufhin für den Bundesstaat Tennessee bis zum Jahr 1993 im Senat; 1992 hatte ihn der Gouverneur von Arkansas, Bill Clinton, in seinem Präsidentschaftswahlkampf zu seinem running mate, also zu seinem künftigen Vizepräsidenten, erklärt. Nach der erfolgreichen Wahl war Al Gore vom 20. Januar 1993 bis zum 20. Januar 2001 neben Präsident Clinton der 45. Vizepräsident der Vereinigten Staaten.

#### Präsidentschaftskandidaturen

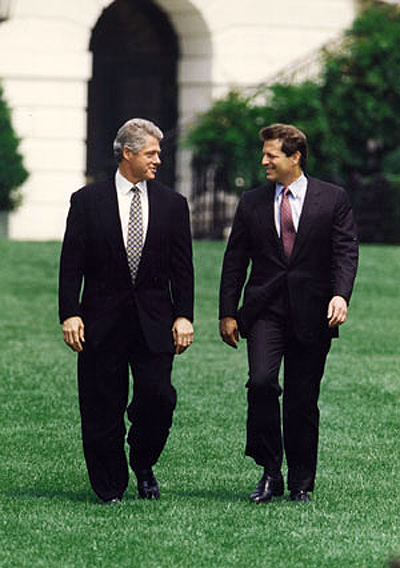
Bill Clinton und Al Gore 1993

1988 bewarb sich Gore erstmals um die US-Präsidentschaft. Trotz einiger Vorwahlsiege im Süden musste er seine Kandidatur nach einer schweren Niederlage bei den New Yorker Vorwahlen zurückziehen. Nach acht Jahren Amtszeit als Vizepräsident bewarb sich Gore im Jahr 2000 als Präsidentschaftskandidat der Demokraten um die Nachfolge von Bill Clinton. Diesmal gewann er alle Vorwahlen, wurde einstimmig nominiert und machte Senator Joe Lieberman aus Connecticut zu seinem running mate, dem Kandidaten für die Vizepräsidentschaft. Gore unterlag in der Präsidentenwahl am 7. November 2000 dem republikanischen Kandidaten George W. Bush. Zwar konnte Gore bundesweit 48,4 % der Stimmen erringen und verfügte damit über 543.895 Stimmen mehr als sein Gegenkandidat, der lediglich auf 47,9 % kam. Die Ergebnisse der Einzelstaaten brachten jedoch Bush mehr Wahlmännerstimmen und damit den Wahlsieg. Dabei war das entscheidende Ergebnis im Bundesstaat Florida äußerst umstritten.
Vorausgegangen war ein beispielloser Wahlkrimi, der sich vor allem auf den Bundesstaat Florida konzentrierte, dessen Wahlmännerstimmen sich für einen Sieg als ausschlaggebend herausstellten. Aufgrund unübersichtlicher Stimmzettel und veralteter Zählmaschinen kam es dort zu erheblichen Schwierigkeiten bei der Stimmenauszählung. Ein weiterer Streitpunkt waren teils verfrühte, teils wechselnde Erklärungen der berichterstattenden Fernsehsender. So wurde zunächst Gore zum Sieger in Florida erklärt, obwohl in Teilen des Bundesstaats die Abstimmungen noch gar nicht abgeschlossen waren, später dann jedoch Bush.
Die Regierung Floridas, vertreten durch die zuständige Innenministerin Katherine Harris, erklärte schließlich Bush zum Sieger, während Gores Anhänger eine erneute Auszählung der Stimmen forderten. Gores Anwälte klagten vor dem Supreme Court des Bundesstaates auf eine Annullierung des amtlichen Ergebnisses und eine Nachzählung in bestimmten, besonders umstrittenen Wahlbezirken. Die republikanische Mehrheit im Kongress von Florida versuchte, Bush per Gesetz zum Sieger zu erklären und so einer Entscheidung des Gerichts zuvorzukommen, dem sie unterstellten, aus parteipolitischen Sympathien zugunsten von Gore zu entscheiden. Nachdem das Gericht in der Tat dem Antrag Gores stattgegeben und entsprechende Neuauszählungen begonnen hatten, klagten nun die Republikaner gegen diese Entscheidung vor dem Obersten Gerichtshof der USA. Dieser entschied mit sieben zu zwei Stimmen, dass der vom Supreme Court Floridas angeordnete Auszählungsmodus, der eine Neuauszählung lediglich in einzelnen Bezirken vorsah, gegen den Gleichheitsgrundsatz der US-Verfassung verstoße, und mit fünf zu vier Stimmen, dass innerhalb der gesetzmäßigen Auszählungsfrist keine anderen Auszählungsmodalitäten mehr entwickelbar seien.
Durch die Entscheidung des Supreme Court fielen die 25 Wahlmännerstimmen Floridas an George W. Bush, der die Wahl damit mit 271 Wahlmännerstimmen gegen 266 Stimmen zugunsten von Gore gewonnen hatte. Bei der anschließenden gemeinsamen Sitzung beider Häuser des Kongresses erhoben zwanzig demokratische Mitglieder des Repräsentantenhauses, v. a. afroamerikanischer Herkunft, Einspruch – Hintergrund waren Vorwürfe, dass Wähler aus traditionell den Demokraten zuneigenden Bevölkerungsgruppen, wie etwa Afroamerikaner, aus formalen Gründen aus den Wählerlisten verschwunden seien; sie erhielten jedoch nicht die dafür erforderliche Unterstützung eines Senators. Daraufhin bestätigte der Kongress das Wahlergebnis und Bush wurde am 20. Januar 2001 vereidigt.
Die Entscheidung beendete die Kontroverse allerdings nicht. Vor allem Richterin Sandra Day O’Connor, die bei der Entscheidung die entscheidende Stimme gegen jedwede Neuauszählung abgab, wird im Zusammenhang mit diesem Supreme-Court-Urteil Bush vs. Gore kritisiert. Medienberichten zufolge trug sie sich zu jener Zeit bereits mit Rücktrittsgedanken, wollte jedoch nicht riskieren, dass ein demokratischer Präsident wie Gore ihren Nachfolger auswählen und ernennen dürfe.
Einige US-Medien, unter anderem die Tageszeitungen Miami Herald und USA Today, beantragten Einsicht in die Wahlunterlagen der umstrittenen Wahlbezirke und untersuchten das Ergebnis unter Berücksichtigung verschiedener Nachzählvarianten. Die Recherchen ergaben, dass Bush in den meisten Szenarien als Sieger hervorgegangen wäre, Gore jedoch bei den großzügigsten Varianten. Eine weitere Untersuchung durch die Universität Chicago analysierte 175.010 Wahlzettel aus allen Wahlbezirken und untersuchte dabei auch Wahlzettel, die für ungültig erklärt worden waren, weil sie entweder keine oder mehrere Stimmabgaben enthielten. Ziel war es, die Zuverlässigkeit und Genauigkeit der bei der Wahl angewandten Verfahren zu überprüfen. Die Untersuchungsgruppe kam zu dem Ergebnis, dass wenn gleiche Kriterien für die Ungültigerklärung in allen Wahlbezirken angewandt worden wären – eine Variante, die 2000 von keiner Seite vorgeschlagen wurde –, der Wahlsieg mit einem Vorsprung von 107 bis 115 Stimmen an Gore gegangen wäre.

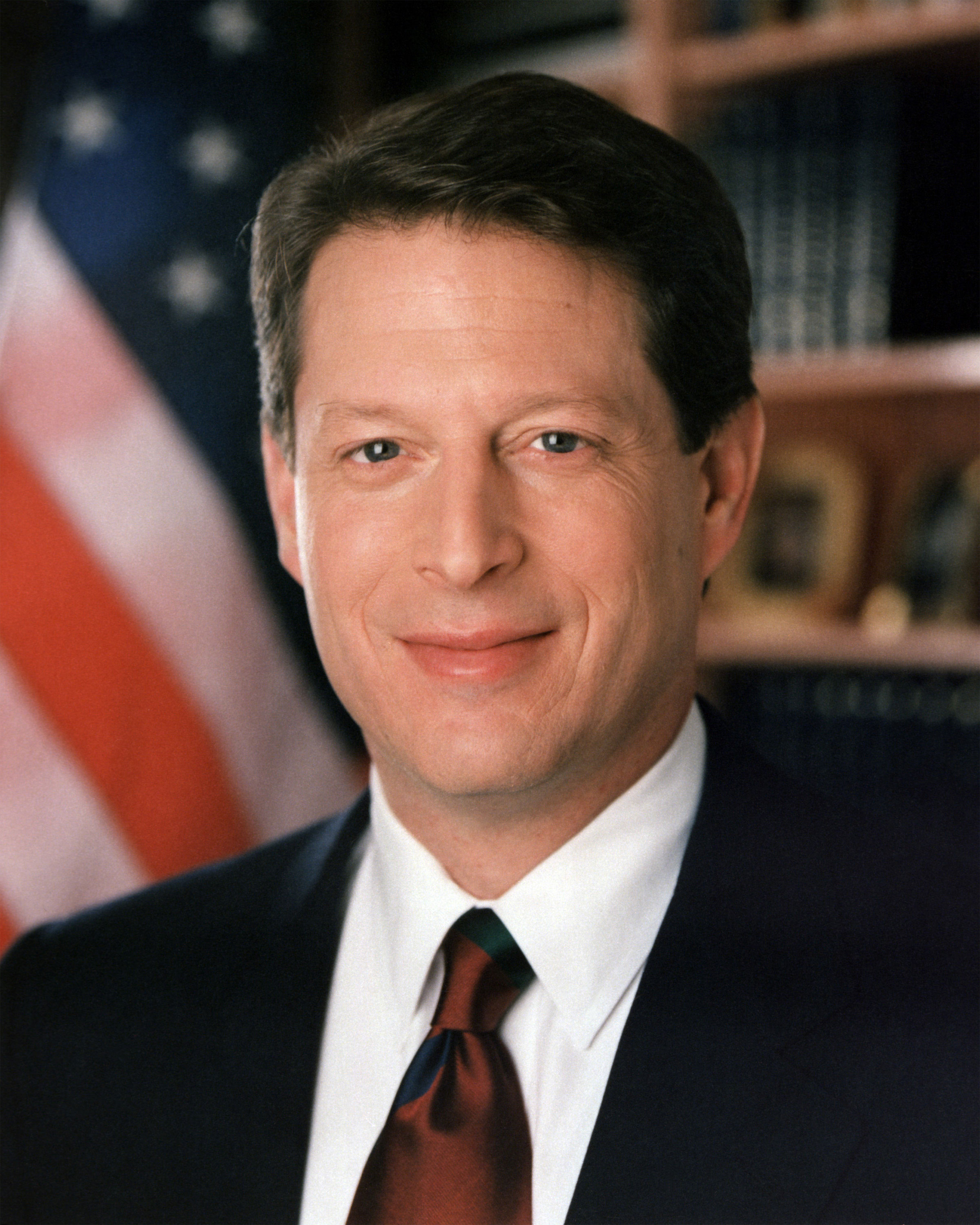
Al Gore 1994

Im Sommer 2003 verzichtete Gore auf eine erneute Kandidatur bei den Präsidentschaftswahlen 2004. 2008 wurde Gore in der Diskussion um die Kandidaten für die Vorwahlen von innerparteilichen Gegnern Hillary Clintons zunächst als möglicher erneuter Präsidentschaftskandidat der Demokratischen Partei gehandelt. Sie erhofften sich von Gore eine Verkörperung „klassischer Werte der Demokraten“. Eine Internetkampagne sammelte über 200.000 Unterschriften, um ihn zu einer Kandidatur zu bewegen. Sie schaltete hierzu am 10. Oktober 2007 in der New York Times auch einen ganzseitigen Offenen Brief an ihn, der in den amerikanischen Medien auf breites Interesse stieß.
Gore selbst reagierte auf die vielen Nachfragen bezüglich seiner eventuellen Kandidatur für 2008 mit dem wiederholt vorgetragenen Verweis darauf, dass er nicht plane, anzutreten, es jedoch auch nicht kategorisch ausschließen wolle. Am 16. Juni 2008 beendete Gore alle Spekulationen, als er in Detroit bei einem gemeinsamen Auftritt mit Barack Obama diesem seine Unterstützung bei der Präsidentschaftswahl zusagte.

#### Engagement für den Umweltschutz
Anfang der neunziger Jahre veröffentlichte Al Gore mehrere Bücher und Schriften über Umweltpolitik. Besondere Resonanz fand der Bestseller Earth In The Balance (1992), in dem er auch politische und wirtschaftliche Lösungsstrategien entwirft. Das Werk war das erste Buch eines aktiven Bundessenators auf der Bestsellerliste der New York Times seit John F. Kennedys Profiles In Courage (1956). Die wichtigsten umweltpolitischen Themen dieser Zeit waren die Umweltverschmutzung und eine gerechtere, weltweite Ressourcenverteilung. 1994 initiierte er zur Förderung von umweltpolitischer Bildung und Forschung in Wissenschaft und Gesellschaft das GLOBE-Programm.
2006 erregte Al Gore Aufsehen mit dem Dokumentarfilm An Inconvenient Truth, der das Ziel hat, die Welt, besonders aber die amerikanische Bevölkerung über Treibhausgase und die damit verbundenen Erderwärmung zu informieren. Basierend auf seiner gleichnamigen Vortragsreihe führt Gore als „Hauptdarsteller“ durch den Film, der vom Premierenpublikum auf dem Sundance Film Festival gute Kritiken erhielt und mit einem Spezialpreis bedacht wurde; er lief ab dem 24. Mai 2006 in den amerikanischen Kinos. In Deutschland lief der Film am 12. Oktober 2006 unter dem Titel Eine unbequeme Wahrheit an. Am 25. Februar 2007 gewann der Film einen Oscar als Bester Dokumentarfilm und einen für den Besten Song („I Need to Wake Up“ von Melissa Etheridge).
Parallel zur Veröffentlichung des Films rief Gore die Organisation The Climate Reality Project ins Leben, um weltweit Menschen auszubilden, seine im Film gezeigte Multimedia-Präsentation weiterzutragen. Mehrmals pro Jahr bildet er dazu sogenannte „Climate Leader“ aus.
Im Februar 2007 gab Gore bekannt, mit Live Earth eine weltumspannende Konzertreihe ins Leben rufen zu wollen. Sie fand dann nach dem Vorbild von Live Aid und Live 8 am 7. Juli 2007 auf sieben Kontinenten insgesamt 24 Stunden lang statt. Damit sollte auf die Klimaerwärmung und die neue Umweltbewegung Save Our Selves (SOS) aufmerksam gemacht werden. Auf diesem Weg konnten mehr als 75 Millionen Dollar Spendengelder gesammelt werden.
Gore ist seit 2004 Vorsitzender der in London ansässigen Investmentfirma Generation Investment Management, die sich u. a. auf den Kauf von Firmenanteilen im Nachhaltigkeitssektor spezialisiert hat. Darunter fallen laut der eigenen Website Themen wie Klimawandel, Armut, AIDS, Humankapital, Wasser, Lobbying u. a.
Des Weiteren ist Al Gore Vorsitzender des Governing Council der Alliance for Climate Protection, einer Interessengemeinschaft die zum Programm der Rockefeller Philanthropy Advisors gehört und die sich zum Ziel gesetzt hat, „die globale Erwärmung und den Übergang zu einer nachhaltigen und sicheren Energiewirtschaft zu einer dringenden nationalen Priorität zu machen“.
In dieser Funktion sagte Al Gore auch am 21. März 2007 vor Kongressausschüssen zum Thema „globale Erwärmung“ aus.
Für seinen Einsatz gegen die globale Klimaveränderung wurde Gore mit einigen der international renommiertesten Preise ausgezeichnet. So erhielt er u. a. am 20. April 2007 als einer von sieben Laureaten den Champions of the World Award des Umweltprogramms der Vereinten Nationen (UNEP).
Am 6. Juni 2007 erhielt Al Gore den Prinz-von-Asturien-Preis in der Kategorie „Internationale Zusammenarbeit“. In der Begründung der Jury heißt es: „Durch seine Führungskraft hat er dazu beigetragen, in Regierungen und Gesellschaften überall auf der Welt ein Bewusstsein zu wecken, für diese ehrenhafte Sache einzutreten.“
Im Juli 2008 sorgte Gore für Aufsehen durch seine Forderung an die USA, binnen zehn Jahren ihren kompletten Elektrizitätsbedarf aus regenerativen Energiequellen zu beziehen: „Our dangerous reliance on carbon-based fuels is at the core of all these problems – economic, environmental, national security. The answer is to end our reliance on carbon-based fuels.“ Gore wies in diesem Zusammenhang auf die Finanzmarktkrise sowie die steigenden Energiekosten hin und merkte an: „We’re borrowing money from China to buy oil from the Persian Gulf to burn it in ways that destroy the planet. Every bit of that has got to change.“ Er verglich diese Herausforderung mit jener Präsident Kennedys aus dem Jahre 1961, bis zum Ende des Jahrzehnts einen Menschen auf den Mond zu bringen, welche damals in weiten Kreisen ebenfalls als völlig unrealistisches Unterfangen angesehen wurde.
Im Interview mit Tom Brokaw bei Meet The Press unterstrich Gore einige Tage später die Ernsthaftigkeit seiner Forderung:

„Our current course is completely unsustainable. We are being told by scientists around the world, particularly the international group that is charged with studying this and reporting to world leaders, that we may have less than 10 years in order to make dramatic changes lest we lose the chance to, to avoid catastrophic results from the climate crisis. We’re building up CO2 so rapidly that we’re seeing the consequences scientists have long predicted. And the only way to take responsible action is to get at the heart of the problem, which is the burning of fossil fuels.“

„Unser gegenwärtiger Kurs ist überhaupt nicht nachhaltig. Wissenschaftler auf der ganzen Welt – insbesondere die internationale Gruppe, die damit beauftragt wurde, das Thema zu erforschen und Staatsoberhäuptern Bericht zu erstatten – sagen uns, dass uns möglicherweise weniger als zehn Jahre bleiben, in denen wir noch die Gelegenheit haben, dramatische Veränderungen herbeizuführen, um katastrophale Auswirkungen der Klimakrise zu verhindern. Wir produzieren so schnell CO2, dass wir schon jetzt die Auswirkungen sehen, die Wissenschaftler vorausgesagt haben. Und die einzige Möglichkeit, Verantwortung zu übernehmen, ist das Problem bei der Wurzel zu packen, nämlich die Verbrennung fossiler Brennstoffe.“

Er verwies darauf, dass die Preise für Anlagen zur Gewinnung regenerativer Energie im Fallen begriffen sind, während die Preise für Elektrizität aus fossilen Quellen bedingt durch die hohe weltweite Nachfrage weiter rasant ansteigen werden. Er zieht daraus die Schlussfolgerung, dass der Umstieg auf regenerative Energien gelingen kann; des Weiteren sei auch der Sicherheitsaspekt nicht zu unterschätzen:

„At the same time we’re seeing our national security experts saying we’re highly vulnerable with 70 percent of our oil coming from foreign countries, the largest reserves being in the most unstable region of the world, the Persian Gulf; and our economy is being really hurt badly by rising gasoline prices, rising coal prices. So we need to make a big strategic shift to a new energy infrastructure that relies on renewables.“

„Gleichzeitig sagen unsere Experten für nationale Sicherheit, dass wir sehr verwundbar sind, da 70 Prozent unseres Öls aus dem Ausland kommen, wobei die größten Vorkommen in der instabilsten Region der Welt, nämlich am Persischen Golf, liegen. Außerdem wird unsere Wirtschaft schwer geschädigt durch steigende Preise für Kraftstoff und Kohle. Wir müssen daher unsere Strategie entschieden ändern hin zu einer neuen Energieinfrastruktur, die auf erneuerbare Energie setzt.“

Im Herbst 2017 kam Al Gores zweiter Film Immer noch eine unbequeme Wahrheit – Unsere Zeit läuft (An Inconvenient Sequel: Truth to Power) in die Kinos. In diesem will Gore nach eigenen Aussagen weniger den Menschen die Augen öffnen, wie es der Klimawandel selbst schon getan hätte, sondern viel mehr Unterstützer finden, die sein Anliegen stärken.

#### Friedensnobelpreis

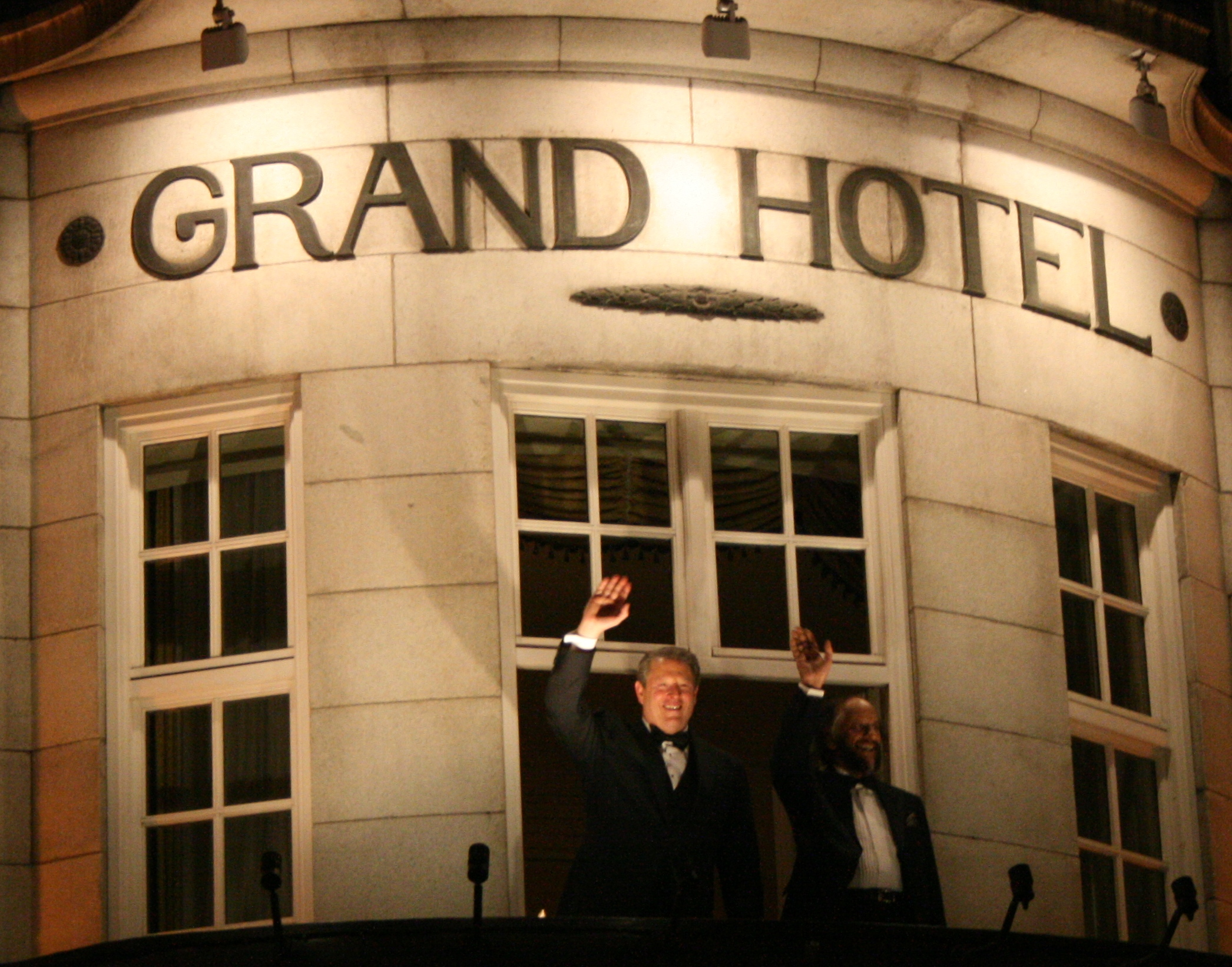
Gore und Rajendra Pachauri

Am 12. Oktober 2007 verkündete Ole Danbolt Mjøs, Vorsitzender des Nobelausschusses des norwegischen Parlaments, dass der Friedensnobelpreis 2007 zu gleichen Teilen an Al Gore und das Intergovernmental Panel on Climate Change (IPCC; Zwischenstaatliche Sachverständigengruppe über Klimaänderungen) verliehen werden wird, und zwar für ihre jeweiligen Bemühungen…

„…zum Aufbau und der Verbreitung von mehr Wissen über den von Menschen verursachten Klimawandel und das Legen eines Fundamentes für Maßnahmen, die als Gegengewicht gegen diese Änderungen notwendig sind. (…)  Al Gore ist seit langer Zeit einer der weltweit führenden Umweltpolitiker. Ihm wurde zu einem frühen Zeitpunkt bewusst, vor welche Herausforderungen der Klimawandel die Welt stellt. Seine starke Überzeugung, die sich in politischen Aktivitäten, Vorlesungen, Filmen und Büchern niederschlugen, hat den Kampf gegen den Klimawandel gestärkt. Er ist vermutlich der Mensch, der als Einzelner am meisten für die Schaffung eines größeren, weltweiten Verständnisses für die Maßnahmen geschaffen hat, die nun beschlossen werden müssen.“

In einer ersten Stellungnahme teilte Al Gore mit, sich „hoch geehrt“ zu fühlen. Er beabsichtige, seinen Anteil am Preisgeld (fünf Millionen Kronen, etwa 530.000 €) an die Alliance for Climate Protection zu spenden, eine unabhängige gemeinnützige Organisation, die es sich zum Ziel gesetzt hat, die Wahrnehmung der Gefahren der Klimakrise in der amerikanischen und internationalen Öffentlichkeit zu stärken.

#### Beteiligung am Klimagipfel in Paris

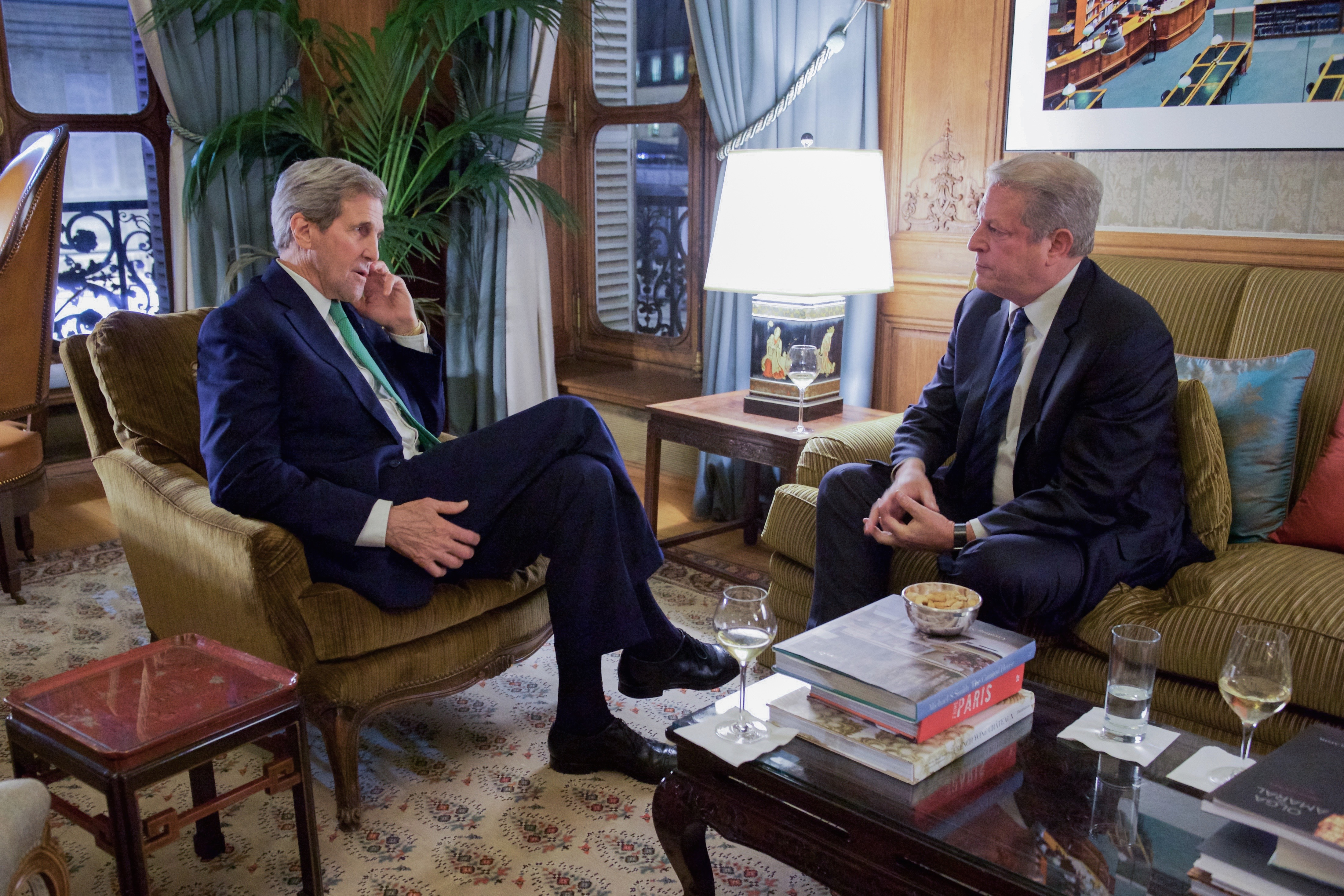
Al Gore und US-Außenminister John Kerry 2015 in Paris

Al Gore spielte eine wichtige Rolle bei Vermittlungsgesprächen während der UN-Klimakonferenz in Paris 2015. Bereits im Vorfeld plante er diesbezügliche Gespräche mit maßgeblichen Persönlichkeiten. Ein Streitpunkt in Paris war die Frage, ob Indien in dem bisher geplanten Maße Kohlekraftwerke bauen könne, da es rechnerisch bisher nur für 3 % der Treibhausgase verantwortlich sei, und welche Alternativen es für die Entwicklung des Landes gebe. Auch in der Zeit danach bemühte er sich darum, dass die beteiligten Regierungen das Klimaabkommen ratifizierten. Später wurde von indischer Seite bestritten, dass Al Gore in den Gesprächen die Rolle gespielt hat, die er in seinem 2017 erschienenen Film „Immer noch eine unbequeme Wahrheit – Unsere Zeit läuft“ darstellt.

### Mögliche Interessenkonflikte
Gore ist Gründer und Vorstand der Alliance for Climate Protection, von Generation Investment Management, Current TV sowie Mitglied des Aufsichtsrats von Apple sowie ein hochrangiger Berater von Google.
Den Fernseh- und Internetsender Current TV wollte Gore zwischen CNN und MTV positionieren. Gelegentlich nimmt er in seiner Funktion für Apple an Produktpräsentationen vor großem Publikum teil, etwa zum Video-Chatprogramm iChat. Beim Aktienoptionsskandal der Firma Apple wurde er mit der Leitung des firmeninternen Untersuchungsausschusses beauftragt, was ihn wegen möglicher Interessenkonflikte ins Kreuzfeuer der Kritik brachte.
Gore ist zudem Partner des Investmentfonds Kleiner Perkins Caufield & Byers (KPCB) und leitet die Klimawandelabteilung der Firma. Gore hat bzw. hatte Gastprofessuren an der University of California, Los Angeles, der privaten Fisk University und der Middle Tennessee State University.
Im Zusammenhang mit seinem Engagement bei KPCB wurden im April 2009 bei einer Anhörung des Kongresses mögliche Interessenkonflikte thematisiert. So fragte die republikanische Abgeordnete Marsha Blackburn, inwieweit Gore über seine Beteiligungen von einer verschärften Klimagesetzgebung persönliche Vorteile hätte. Die Kontroverse wurde nicht weiter öffentlich beachtet, bis im November 2009 bekannt wurde, dass KPCB indirekt einen Staatsauftrag von 560 Millionen Dollar erhalten hatte. Gores Investmentfonds GIM besaß 10 % der Anteile an der Chicago Climate Exchange, der amerikanischen Terminbörse für den Emissionsrechtehandel und dieser wiederum die Hälfte der European Climate Exchange.

## Öffentliche Wahrnehmung
Die männliche Hauptfigur in Erich Segals Kassenschlager Love Story (1970; verfilmt im selben Jahr von Arthur Hiller), Oliver Barrett, ein mittelmäßiger Student und Sohn reicher Eltern, ist von Gore als Rollenvorbild inspiriert. In dem Film heiratet der hauptsächlich beim Unisport aktive Barrett Jenny Cavelleri, eine hochbegabte Kommilitonin aus armen Verhältnissen, gegen den Willen seiner Eltern. Von politischen Gegnern wurde Gore unterstellt, er habe behauptet, seine Frau Tipper wäre auch Vorbild für Jenny Cavelleri gewesen, was Segal, der beide zur Studienzeit kannte, klar zurückwies.
Des Weiteren hatte Al Gore 1990 die Idee eines „Marshallplans“ für die Erde, die er 1992 in seinem Buch Earth in the Balance veröffentlichte. Das Buch wurde 1992 unter dem Titel „Wege zum Gleichgewicht – Ein Marshallplan für die Erde“ auch in deutscher Sprache verlegt. 2003 ging in Frankfurt am Main aus Gores Gedankengut die Global Marshall Plan Initiative hervor. Gore erklärte, von Rachel Carson zu diesem Buch inspiriert worden zu sein. 1994 verfasste er auch das Vorwort für eine Neuauflage von Carsons Buch „Der stumme Frühling“.
Im Rahmen des Wahlkampfs 1992 bedachte George H. W. Bush den running mate seines Konkurrenten Bill Clinton mit dem Schmähnamen „Ozone Man“. Gore hingegen fasste dies als „Kompliment“ für sein Engagement für den Umweltschutz auf.
Für Irritationen sorgte eine Aussage von Gore im Jahr 1999. Er wies darauf hin, dass während seiner Amtszeit als Senator auf seine Initiative 1991 der „High Performance Computing Act“ zur Förderung des Internets erlassen wurde, der als ein wichtiger Schritt zur Verbreitung des Internets gilt (siehe auch Geschichte des Internets#Wende ab 1990). Die Erklärung wurde im Präsidentschaftswahlkampf 2000 von einigen Medien falsch ausgelegt, so als ob er sich als Erfinder des Internets bezeichnet habe, was für einigen Spott gegen den Kandidaten Gore sorgte. 2005 erhielt Al Gore den Webby Award in der Kategorie Lifetime Achievement Award „für drei Jahrzehnte von Beiträgen zum Internet“ („for three decades of contributions to the Internet“).
Al Gore ist besonders häufig Zielscheibe klimaskeptischer Think-Tanks. Auch konservative US-Medien greifen ihn besonders häufig in klimaskeptischen Meinungsartikeln an. Eine Untersuchung von 203 zwischen 2007 und 2010 veröffentlichten Beiträgen konservativer US-amerikanischer Kolumnisten kam u. a. zu dem Ergebnis, dass sie die Person Al Gore häufiger als jedes andere Thema im Zusammenhang mit dem Klimawandel aufgriffen und oft karikierten; Al Gore wurde häufiger erwähnt als etwa der Weltklimarat IPCC. Dies, so die Studienautoren, lege nahe, dass Al Gore als leichter zu diskreditieren angesehen werde als etwa der Weltklimarat.
Der Gore-Effekt ist eine in den USA verbreitete und nach Gore benannte ironische Bezeichnung für unzeitige Schneewetter oder Kälteeinbrüche in Zusammenhang mit Veranstaltungen und Demonstrationen zu den Folgen der globalen Erwärmung. Al Gore wird dabei in spöttischer Weise nachgesagt, dass seine internationalen Vorträge und Aktivitäten mit entsprechenden Wetterereignissen zusammenfielen oder diese sogar auslösten. Der angebliche Gore-Effekt wird dabei ähnlich verwendet wie die Behauptung zur Interneterfindung. Auflistungen des Gore-Effekts werden verwendet, um Lebensstil und Auftritte des Multimillionärs und Nobelpreisträgers satirisch zu verzeichnen und sein weltweites Engagement gegen die Globale Erwärmung ins Lächerliche zu ziehen.
Satirisch wurde ihm auch schon aufgrund seiner als starr empfundenen Rhetorik und Körperhaltung und dem ironischen Verweis auf Gores Geburt im März 1948, knapp neun Monate nach dem Roswell-Zwischenfall im Juni 1947, eine extraterrestrische Herkunft zugeschrieben. Er hat jedoch daraufhin durch Training bei Coaches und Beratern seine Rhetorik und seine Körpersprache bei Vorträgen erheblich verbessern können.
In der Trickserie Futurama lieh Al Gore im Jahr 2000, als er noch amtierender Vizepräsident war, „seinem“ konservierten Kopf in einzelnen Folgen seine Stimme. Ebenso hat er mehrere Auftritte bei den Simpsons.
Kontroversen gab es um Gores umfangreiche geschäftliche Aktivitäten. Dies gilt für seinen Einsatz für den Ausbau des Internets, den Bau von Fernerkundungsatelliten, die Biotechnologie wie seine Rolle als Fürsprecher wie millionenschwerer Investor im Bereich des Klimaschutzes. Gore wird dabei von Anhängern als technophiler Atari Democrat charakterisiert, der mit Hightechlösungen die amerikanische Technologieführerschaft aufrechterhalten und entsprechend hochqualifizierte Arbeitsplätze in den USA schaffen will. Politische Gegner wie Klimaskeptiker bezeichnen Gore als ersten „carbon billionaire“ („Kohlenstoff-Milliardär“), der im Gegensatz zu den Schlotbaronen des 19. Jahrhunderts nicht vom Aufstieg der Montanindustrie, sondern einer Verringerung der kohlenstoffbasierten Wirtschaft mittels gesetzlicher Regelungen, Risikokapitalinvestitionen und Staatsaufträgen finanziell erheblich profitiert habe.

## Werke
- Earth in the Balance: Ecology and the Human Spirit. Houghton Mifflin, Boston (MA) 1992, ISBN 0-395-57821-3.
  - Wege zum Gleichgewicht: Ein Marshallplan für die Erde. S. Fischer Verlag, Frankfurt am Main 1992, ISBN 3-10-027200-5.
- An Inconvenient Truth: The Planetary Emergency of Global Warming and What We Can Do About It. Rodale Books, Emmaus (PA) 2006, ISBN 1-59486-567-1.
  - Eine unbequeme Wahrheit: Die drohende Klimakatastrophe und was wir dagegen tun können. Riemann Verlag, München 2006, ISBN 3-570-50078-0.
- The Assault on Reason: How the Politics of Blind Faith Subvert Wise Decision-making. The Penguin Press, New York (NY) 2007, ISBN 978-1-59420-122-6.
  - Angriff auf die Vernunft. Riemann Verlag, München 2007, ISBN 978-3-570-50089-7.
- Our Choice: A Plan to Solve the Climate Crisis. Rodale Books, Emmaus (PA) 2009, ISBN 978-1-59486-734-7.
  - Wir haben die Wahl. Ein Plan zur Lösung der Klimakrise. Riemann Verlag, München 2009, ISBN 978-3-570-50115-3.
- The Future: Six Drivers of Global Change. Random House, New York (NY) 2013, ISBN 978-0-8129-9294-6.
  - Die Zukunft. Sechs Kräfte, die unsere Welt verändern. Siedler Verlag, München 2014, ISBN 978-3-8275-0042-7.

## Ehrungen
- 1994: Ehrenmitglied der Wissenschaftsvereinigung Sigma Xi
- 1994: Ehrendoktor der Bar-Ilan-Universität in Ramat Gan, Israel[65]
- 1995: Ehrendoktor der Hebräischen Universität Jerusalem
- 2005: Webby Awards in der Kategorie Special Achievement/Lifetime Achievement[66]
- 2006: DUH-Umwelt-Medienpreis
- 2007: Prinz-von-Asturien-Preis
- 2007: Friedensnobelpreis (zusammen mit dem Intergovernmental Panel on Climate Change)
- 2007: Mitglied der American Academy of Arts and Sciences
- 2008: Ehrendoktor der ETH Lausanne[67]
- 2008: Ehrendoktor der Adam-Mickiewicz-Universität Posen
- 2008: Mitglied der American Philosophical Society[68]
- 2012: Aufnahme in die Internet Hall of Fame als Gründungsmitglied[69]
- 2024: Presidential Medal of Freedom

Nach Al Gore ist die 2012 entdeckte Springbarsch-Art Etheostoma gore benannt.